# Монморанси, Никола де
Никола де Монморанси (фр. Nicolas de Montmorency; ок. 1556 — 16 мая 1617, Гент), граф д'Эстерр, сеньор де Вандежи — государственный деятель Испанских Нидерландов и религиозный писатель.

## Биография
Происходил из линии сеньоров де Вастин дома Монморанси. Третий сын Франсуа де Монморанси, сеньора де Вастин и Берсе, и Элен Вилен.
В юности был придворным Филиппа II. В 1583 наследовал своему дяде Максимильену Вилену, графу д’Изенгьену, на посту главы финансов Нидерландов. Был членом государственного совета и девять раз назначался первым комиссаром для возобновления законов Фландрии (1597, 1598, 1601, 1607, 1610, 1613, 1615, 1616 и 1617).
Был женат на Анне де Крой, даме де Бермерен и де Памель (ум. 12.04.1618), дочери Жака III де Кроя, сеньора де Сампи и де Л'Эклюз, и Анны ван Горн, от которой не имел детей.
После смерти своего кузена Флориса де Ставеле унаследовал баронию Хавескерке, а также города и сеньории Эстерр и Зюйд-Беркин, 8 августа 1611 возведенные в ранг графства. После смерти титулы перешли к детям его старшего брата Луи де Монморанси.
Помимо государственной службы, посвятил свою жизнь делам благочестия. В 1604 основал в Лилле аббатство Святой Бригитты. 
В 1613 в монастыре произошел нередкий для той эпохи случай коллективного женского психоза, и Монморанси вместе с епископами Турне и Хертогенбоса прибег к помощи экзорциста, чтобы изгнать демонов из нескольких монахинь. Религиозное рвение этих господ стоило жизни монахине Симоне Дурле, которую заживо сожгли в Турне. 
Отчет об этом событии содержится в очень редком издании, озаглавленном (с грамматическими ошибками): Histoire véritable et mémorable de ce qui c'est passé sous l’exorcisme de trois filles possédées es pays de Flandres... Extraict des mémoires de Nic. Momorenci, de Séb. Michaelis, mis en lumière par J. Le Normant (Paris, Oliv. de Varennes, 1623 ; in-8°, 2 vol.), опубликованном в том же году и на латыни, под названием Vera ac memorabilis historia de tribus energumenis inpartibus Belgii... e rememorabilibus Nicolai de Momorenci. . . Sebastiani Michaelis. . . & Francisci Domptii.. . edita in lucem diligentia Joannis le Normant.
Рукопись самих «мемуаров» Моморанси не найдена. Его авторству принадлежат несколько религиозных сочинений, также являющихся большой редкостью.

## Сочинения
- Manuale principis. — Douai, Balth. Bellère, 1597
- Spiritualis dulcedo quatuor libris comprehensa. — Louvain, G. Kivius, 1601; in-8°
- Flos campi in quo exercitia & meditationes quotidianæ... — Louvain, J. Kivius, 1604; in-12°
- Diurnale pietatia in quatuor partes repartitum. — Anvers, Gaspard Bellère, 1616; in-8° (посвящено эрцгерцогу Максимилиану Австрийскому)
- Solemne convinum bipartitum: de præcipuis solemnitatibus D. N. Jesu Chrisii, B. Mariae, ex. sanctorum. — Anvers, Gaspard Bellère, 1617; in-12°
- Couronne spirituelle. — Douai, 1602; in-8°, 5 vol.
- Exercices quotidiens et meditations en l'honneur du glorieux saint Joseph, espoux de la Mère de Dieu. — Douai, 1609; in-12°
- La Semaine chrétienne. — Douai, 1612; in-8°
- Fontaine d'amour divisée en sept parties, composée & recueillie à l'honnetir de Dieu, pour l'entretien des âmes dénotes. — Bruxelles, Eutger Velpius et Hubert Anthoine, 1613; pet. in-8°
- L'Amour de Marie divise en trois parties, faict et compose a l'honneur de Dieu & de la Vierge Marie. — Bruxelles, Hubert Anthoine, 1614; in-8°
- Le Chapelet spirituel. — Bruxelles